# Hardtwald (Karlsruhe)

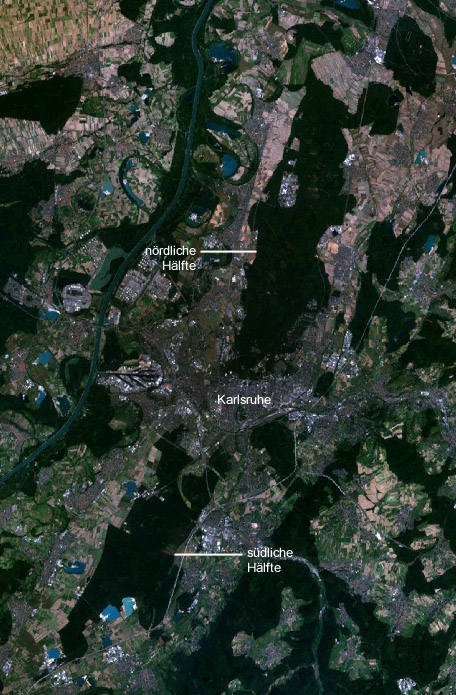
Der Hardtwald vom Weltraum aus gesehen

Der Hardtwald (das Toponym „Hardt“ steht für gemeinsame Waldweide, Eckerich- und Holznutzung) ist ein historisches Waldgebiet in der Oberrheinebene zwischen Rastatt und Graben-Neudorf, nördlich und südlich von Karlsruhe. Als bekanntes Waldgebiet dieser Region wird nach ihm die Landschaft auf dem rechtsrheinischen Hochgestade als Hardt bezeichnet. Er ist unterteilt in die nördliche, untere oder Karlsruher Hardt im Norden des Flusses Alb und die südliche oder obere Hardt südlich der Alb. Im weiteren Sinne zählen zum Hardtwald die zwischen Bruchsal und Schwetzingen gelegenen Forste Lußhardt und Schwetzinger Hardt. Zahlreiche ortsansässige Unternehmen, Vereine, Schulen und Bauwerke tragen das Wort Hardt als Bestandteil im Namen. Seltener ist auch die Schreibweise Haardt zu lesen, was nicht zu Verwechslungen mit der linksrheinischen Haardt, einem Gebirgszug, führen sollte.

## Geographie

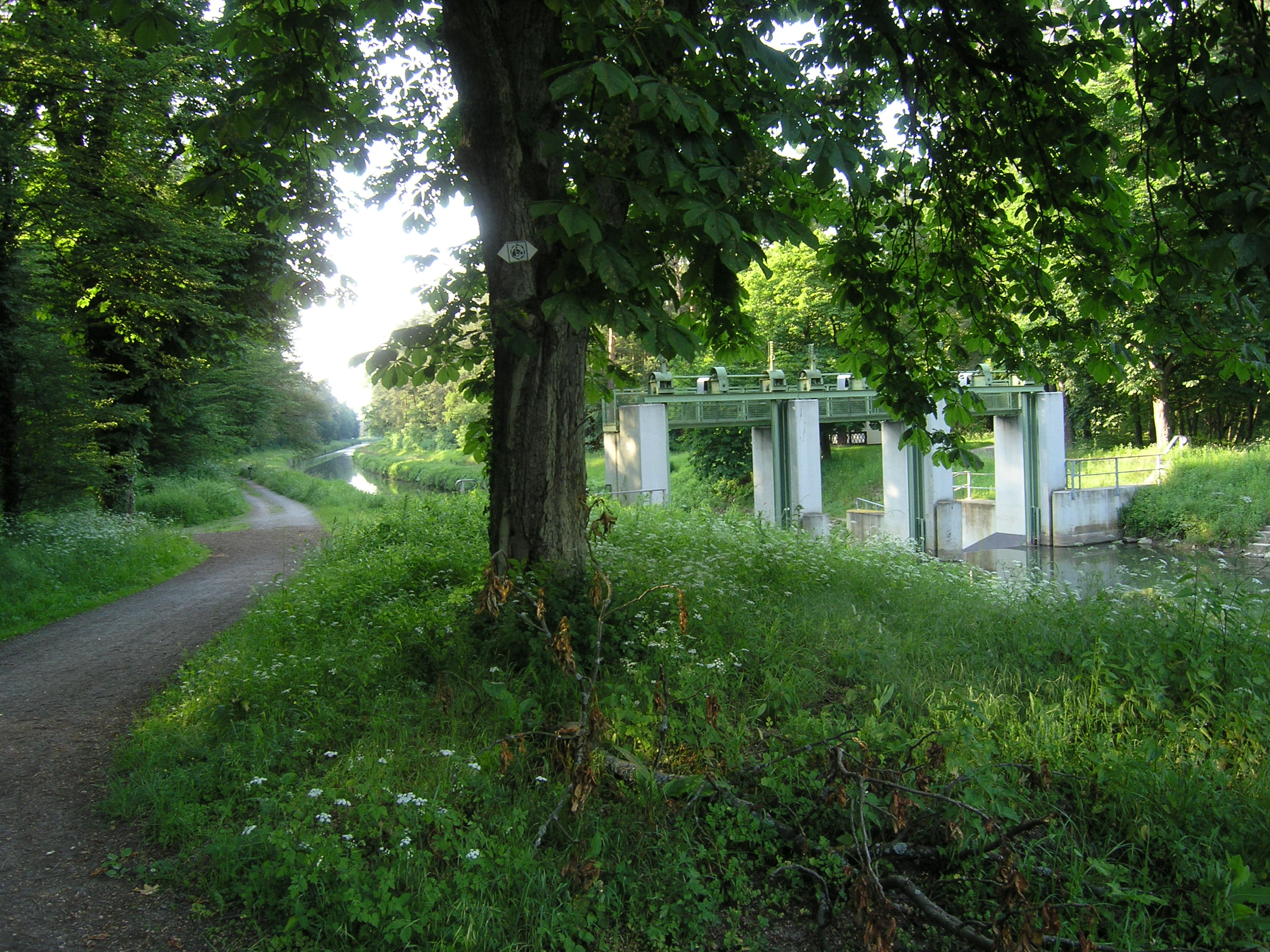
Pfinz-Entlastungskanal

Der Hardtwald liegt auf den kargen sandigen Böden der Niederterrasse des Oberrheins zwischen den Niederungen der Rheinauen im Westen und der Kinzig-Murg-Rinne im Osten. In der naturräumlichen Gliederung gehört er zum Bereich der Hardtebenen. Die vorherrschende Baumart ist die Kiefer.
Nördlich von Karlsruhe ist der Hardtwald ein fast zusammenhängendes, ebenes und Naherholung bietendes Waldgebiet (Staatsforst). Der Hardtwald wird hier auch als die grüne Lunge von Karlsruhe bezeichnet. Mit dem Schlossgarten reicht die Grünzone bis in die Innenstadt von Karlsruhe. Damit bildet der Hardtwald neben seiner Aufgabe als Wassergewinnungsgebiet (siehe Oberrhein-Aquifer) auch eine Frischluftschneise für die Stadt. Die Nordhardt wird von Süd nach Nord vom Hirschkanal und von Ost nach West vom Pfinz-Entlastungskanal durchflossen.
Der Anteil der Stadt Karlsruhe am nördlichen Hardtwald gehört zum Landschaftsschutzgebiet (LSG) Nördliche Hardt, Im benachbarten Landkreis Karlsruhe schließt sich das LSG Hardtwald nördlich von Karlsruhe an. Das geschützte Park- und Waldgebiet ist zusätzlich als FFH-Gebiet Hardtwald zwischen Graben und Karlsruhe und als Vogelschutzgebiet Hardtwald nördlich von Karlsruhe ausgewiesen. Zum nördlichen Hardtwald gehört auch das Naturschutzgebiet Kohlplattenschlag, einer früheren Kies- bzw. Sandgrube.
Südlich der Alb reicht der Hardtwald bis nach Bietigheim im Landkreis Rastatt. Sein Karlsruher Anteil gehört zum Landschaftsschutzgebiet Südliche Hardt. Im Landkreis Karlsruhe schließen sich die LSG Hardtwald bei Ettlingen und Rheinstetten und Hardtwald südlich von Karlsruhe an. Das FFH-Gebiet Hardtwald zwischen Karlsruhe und Muggensturm umfasst zusätzlich auch Flächen im Landkreis Rastatt. Nicht unter Schutz stehen große Teile des Durmersheimer Hardtwaldes.

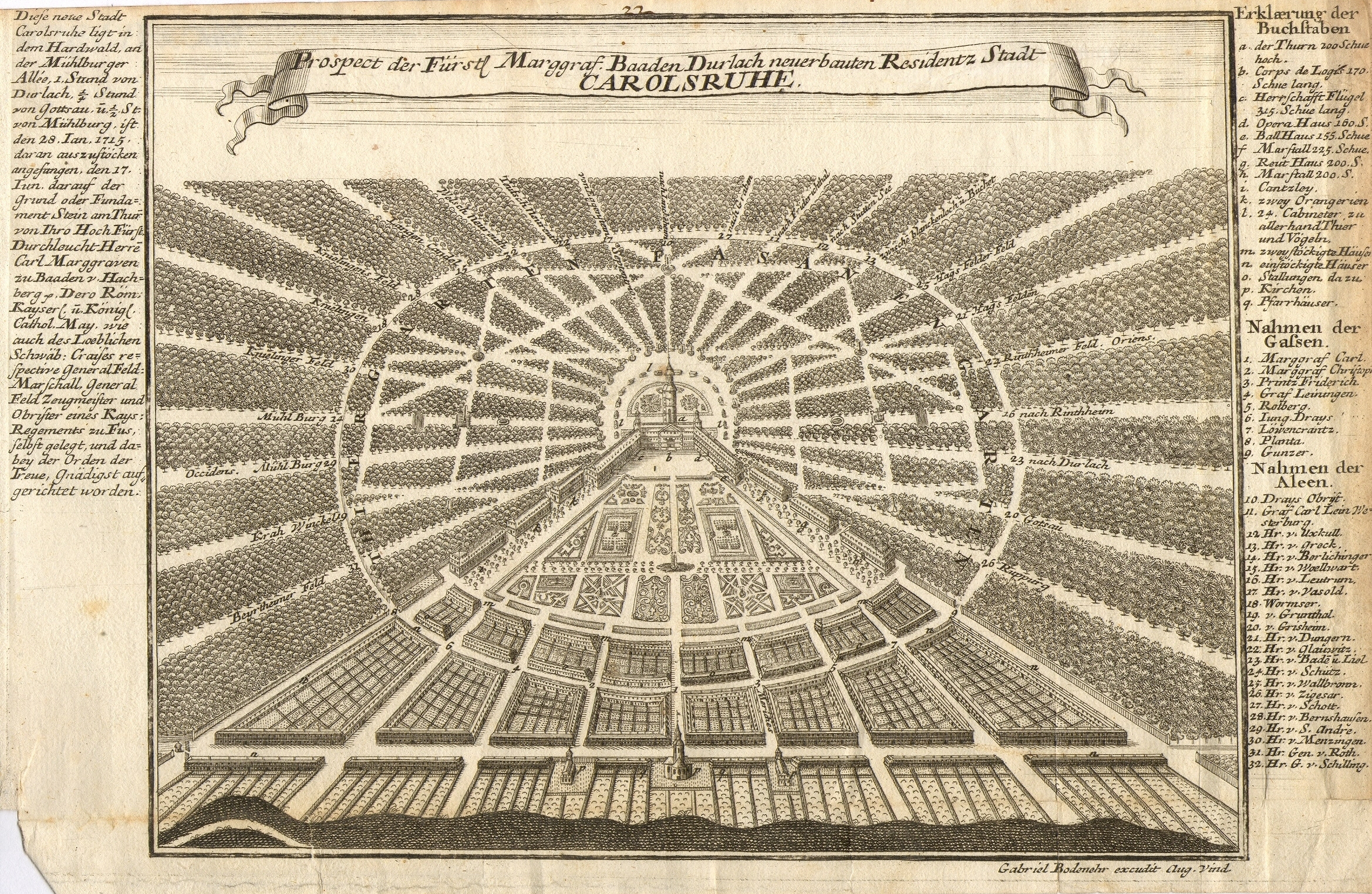
Karlsruher Schloss zwischen Stadt und Wald 1721

## Geschichte
An der Alb zwischen Nord- und Südhardt lagen seit dem Mittelalter die Dörfer Bulach und Beiertheim. Bei der Teilung der Markgrafschaft Baden 1535 bildete die Alb die Grenze zwischen der Markgrafschaft Baden-Baden im Süden und der Markgrafschaft Baden-Durlach. 1582 wurde auch das nördlich des Flusses gelegene Beiertheim Baden-Baden zugesprochen. Die Landesgrenze Baden-Durlachs lag damit nur wenig südlich der Landstraße von Durlach nach Mühlburg, die den unteren Hardtwald durchquerte, der heutigen Kaiserstraße. Der untere Hardtwald diente als Jagdrevier der Markgrafen von Baden-Durlach, die Bewohner der umliegenden Dörfer nutzten ihn zur Waldweide oder Gewinnung von Brenn- und Nutzholz. Häufige Baumarten waren Buchen, Eichen und Kiefern. Durch die intensive Nutzung entstand ein lichtes Waldbild. Für die Weidetiere gab es Pferche mit Ziehbrunnen.
Markgraf Karl III. Wilhelm von Baden-Durlach ließ nach dem Rastatter Frieden 1714 beim späteren Fasanenschlösschen ein Jagdhaus bauen. Westlich davon und nördlich der Landstraße ließ er Anfang 1715 einen Jagdstern anlegen, dessen 32 Wegstrahlen den Hardtwald als Jagdrevier erschließen und in dessen Zentrum ein kreisförmiger Tiergarten liegen sollte. Noch im gleichen Jahr folgte die Entscheidung, an diesem Ort eine Residenz zu errichten. Am 17. Juni 1715 legte der Markgraf den Grundstein für einen Turm im Zentrum des Wegesternes, der zum Jagd- und Lustschloss, dem Karlsruher Schloss ausgebaut wurde. Im September 1715 erließ der Markgraf den Privilegienbrief, mit dem Bürger zur Ansiedlung geworben wurden. An den neun südlichen Strahlen des Wegesterns entstand die Stadt Karlsruhe. Mit deren Wachstum wurde im Laufe der Zeit immer mehr Waldfläche gerodet, zunächst im Süden der Residenz.
Im Zweiten Weltkrieg sollte durch den geheimen Bau einer Stadtattrappe (Tarnname „Venezuela“) mit dem bekannten Karlsruher Fächergrundriss im nördlichen Hardtwald zwischen Linkenheim, Friedrichstal und Blankenloch eine Zerstörung der Stadt verhindert werden, was zumindest bis zur Einführung stark verbesserter Radargeräte im Jahre 1942 teilweise gelang, indem einige feindliche Bombenabwürfe auf diese Scheinanlage erfolgten, die eigentlich Karlsruhe treffen sollten.
Mitten im Waldgebiet wurde ab 1956 auf Leopoldshafener Gemarkung das Forschungszentrum Karlsruhe errichtet, das heute den Campus Nord des Karlsruher Instituts für Technologie bildet. Das Grundwasser des Hardtwaldes diente als Kühlwasser für die Forschungsreaktoren. Die Waldstadt entstand ab 1957 als Wohnsiedlung im Hardtwald. Planungen für die Karlsruher Umfahrungsstraße Nordtangente sahen ein Durchschneiden des Hardtwalds vor.

## Alleen

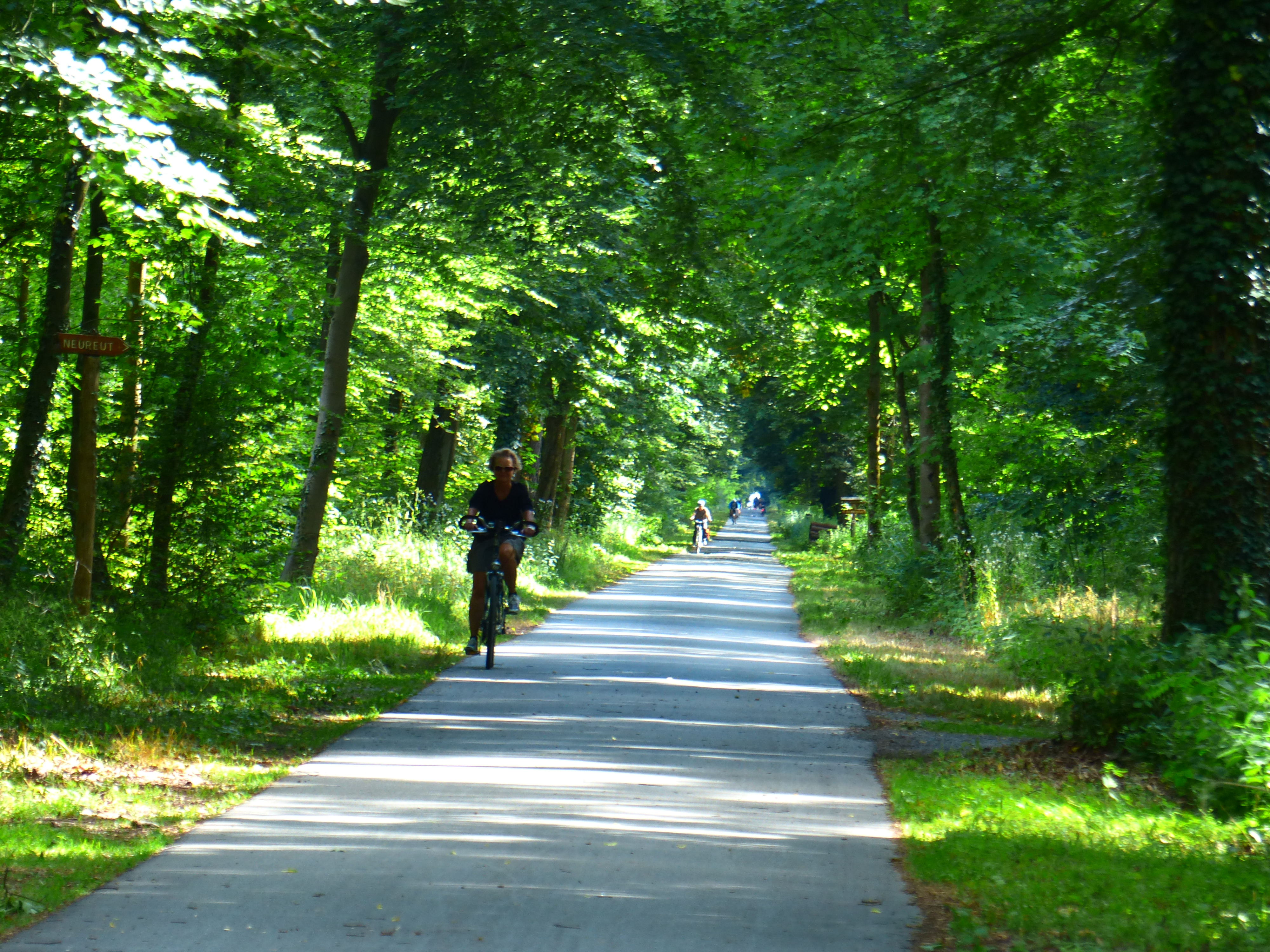
Friedrichstaler Allee

Die vom Karlsruher Schloss strahlenförmig schnurgerade durch den nördlichen Teil des Waldes führenden Wege werden „Alleen“ genannt. Die Bezeichnung steht hier für vom Bewuchs eingefasste Wege in den Waldschneisen und nicht für angepflanzte Baumreihen. Die meisten Alleen führen zu Orten an den Rändern des Waldes und sind größtenteils gut ausgebaut, teils asphaltiert, teils sorgfältig geschottert. Sie bilden heute wichtige Verbindungen des Fahrradverkehrs im Großraum Karlsruhe.